# Rhinephyllum inaequale
Rhinephyllum inaequale är en isörtsväxtart som beskrevs av L. Bol. Rhinephyllum inaequale ingår i släktet Rhinephyllum och familjen isörtsväxter. Inga underarter finns listade i Catalogue of Life.